# André Ebanks
André Ebanks est un homme politique Caïmanien, membre du Parlement des îles Caïmans depuis 2021 et leader du Parti de la communauté caïmanienne. Il est Premier ministre des Îles Caïmans depuis le 6 mai 2025.